# Зоненбил
Зоненбил (њем. Sonnenbühl) општина је у њемачкој савезној држави Баден-Виртемберг. Једно је од 26 општинских средишта округа Ројтлинген. Према процјени из 2010. у општини је живјело 7.057 становника. Посједује регионалну шифру (AGS) 8415091.

## Географски и демографски подаци
Зоненбил се налази у савезној држави Баден-Виртемберг у округу Ројтлинген. Општина се налази на надморској висини од 775 метара. Површина општине износи 61,3 km². У самом мјесту је, према процјени из 2010. године, живјело 7.057 становника. Просјечна густина становништва износи 115 становника/km².